# Муреш (окръг)
Вижте пояснителната страница за други значения на Муреш.
Окръг Муреш е окръг в област Трансилвания в Румъния.

## Население
- 580 851(2002)[1]
- румънци – 309 375 (53,26 %)
- секеи (унгарци) – 228 275 (39,30 %)
- цигани – 40 425 (6,96 %)
- германци – 2045 (0,35 %)
- други – 1000 (0,17 %)

## Градове
- Търгу Муреш
- Регин
- Сигишоара
- Търнавени
- Лудуш
- Совата
- Йернут